# مركز الحكامية
الحكامية هو مركزٌ سعوديٌ تابعٌ لمحافظة أحد المسارحة التابعة لمنطقة جازان، في المملكة العربية السعودية. المركز من الفئة (أ)، ورمزه 2384 حسب دليل الترميز الموحد للمناطق الإدارية بالمملكة العربية السعودية.

## القرى التابعة
قاعدة مركز الحكامية هي المضايا، ويتبع المركز عدداً من القرى، منها:
- الخمس
- الخمسية
- العلولية
- الخلفة
- الشبيكة
- العمارية
- الواسط
- جنيدة
- المرخ
- الخضراء
- الوحلة
- الصوارمة
- القضب
- السويدية
- المرابي
- العروج
- ابوكرش
- العقدة
- السهلية
- مزهرة